# Филипински панголин
Филипинският панголин (Manis culionensis), също филипински люспеник, е вид бозайник от семейство Панголинови (Manidae). Видът е застрашен от изчезване.

## Разпространение
Разпространен е във Филипините.